# Hannafordia quadrivalvis
Hannafordia quadrivalvis är en malvaväxtart. Hannafordia quadrivalvis ingår i släktet Hannafordia och familjen malvaväxter.

## Underarter
Arten delas in i följande underarter:
- H. q. quadrivalvis
- H. q. recurva